# Yaakov Ben-Tor
Yaakov Ben-Tor (en hebreo: יעקב בן-תור‎); (Königsberg, Imperio alemán, 13 de febrero de 1910 – Jerusalén, Israel, 29 de octubre de 2002) fue un geólogo israelí.

## Biografía
Ben-Tor nació como Kurt Winter en la ciudad báltica de Königsberg, Prusia Oriental, Imperio alemán, (desde 1945 Kaliningrado, actualmente Rusia) en 1910.
Winter comenzó a estudiar derecho en la Universidad de Königsberg, continuando en Berlín y luego estudió Lingüística en la Universidad de la Sorbona en París, antes de dejar Europa. Con el surgimiento del nazismo en Alemania, emigró al entonces Mandato británico de Palestina en 1933, donde más tarde hebraizó su nombre.
Ben-Tor se unió al Departamento de Geología de la Universidad Hebrea de Jerusalén y continuó sus estudios de doctorado en Suiza, donde fue arrestado por error al estallar la Segunda Guerra Mundial bajo sospecha de ser un espía alemán, pero logró huir para regresar a Israel. No mucho después, completó su tesis en geología en la Universidad Hebrea, convirtiéndose en la primera persona en obtener un doctorado de dicha universidad.
Ben-Tor sirvió de 1944 a 1948 en el futuro Consejo Provisional del Estado, como miembro del Partido Aliyah Hadasha, integrado por inmigrantes de Alemania. También participó activamente en la Haganá y el profesor Israel Dostrovski le pidió que sirviera en Hemed, su División Científica. En el apogeo de la Guerra de Independencia de Israel, junto con Leo Picard y Akiva Vroman, llevó a cabo estudios de mapeo geológico del Negev, con el fin de localizar depósitos potenciales de petróleo y uranio; sin embargo, solo encontraron depósitos de fosfato Oron, cerca de Dimona y cobre en Timna. Por este trabajo, él y Vroman recibieron el Premio Israel.
Durante este período, Ben-Tor también completó un segundo doctorado con distinción, esta vez en la Sorbona. En 1953, se desempeñó como director de la Sociedad Geológica de Israel y en 1954 fue nombrado director del Servicio Geológico de Israel. Más tarde se convirtió en Jefe del Departamento de Geología de la Universidad Hebrea de Jerusalén y más tarde también fue profesor en la Universidad de California, en San Diego, Estados Unidos de América.
El mineral Bentorita, descubierto en la Formación Hatrurim del Mar Muerto en 1980 por Shulamit Gross, fue nombrado en su honor.
El quiste de dinoflagelado Spiniferites bentorii también recibió su nombre en su honor.

## Premios
- En 1955, Ben-Tor recibió el Premio Israel por su contribución a las Ciencias de la Vida .[2]